# Nostalgia, Ultra
Nostalgia, Ultra är ett mixtape som släpptes 18 februari 2011 gratis, utan något skivbolag inblandat, av R&B- och hiphopartisten Frank Ocean.

## Låtlista
1. "Street Fighter" (0:22)
2. "Strawberry Swing" (3:55)
3. "Novacane" (5:03)
4. "We All Try" (2:52)
5. "Bitches Talkin' (Metal Gear Solid)" (0:22)
6. "Songs 4 Women" (4:13)
7. "LoveCrimes" (4:00)
8. "GoldenEye" (0:18)
9. "There Will Be Tears" (3:15)
10. "Swim Good" (4:17)
11. "Dust" (2:31)
12. "American Wedding" (7:01)
13. "Soul Calibur" (0:18)
14. "Nature Feels" (3:14)